# بلدة سكولكرافت (مقاطعة هوتون)
سكولكرافت، مقاطعة هوتون (بالإنجليزية: Schoolcraft Township, Houghton County, Michigan)‏ هي بلدة تقع بولاية ميشيغان في الولايات المتحدة. تبلغ مساحتها 105.6 (كم²)، وترتفع عن سطح البحر 243 م، بلغ عدد سكانها 1863 نسمة في عام تعداد الولايات المتحدة 2000 حسب إحصاء مكتب تعداد الولايات المتحدة وتصل الكثافة السكانية فيها 17.9 نسمة/كم2.

## وصلات خارجية
- The US50 - Cities and Towns in Michigan State
- Michigan Cities and Towns, Facts, Map, Flag, Colleges, Government, and More